# Messatoporus paraguayensis
Messatoporus paraguayensis là một loài tò vò trong họ Ichneumonidae.